# الوحدة العربية (الدقهلية)
قرية الوحدة العربية هي إحدى القرى التابعة لمركز السنبلاوين في محافظة الدقهلية في جمهورية مصر العربية. حسب إحصاءات سنة 2006، بلغ إجمالي السكان في الوحدة العربية 1729 نسمة، منهم 891 رجل و838 امرأة.